# Ernest
Ernest ist ein männlicher Vorname und auch ein Familienname. Der daraus abgeleitete Kosename Ernie wird auch als eigenständiger männlicher Vorname verwendet.

## Verbreitung und Varianten
Ernest ist ein männlicher Vorname, der im englischen Sprachkreis, aber auch in anderen Sprachen verwendet wird. Er entspricht den Vornamen Ernst im Deutschen und Ernesto im Spanischen und Italienischen.

## Namensträger

### Vornamen

#### Ernest
- Ernest Ansermet (1883–1969), Schweizer Dirigent
- Ernest Ashworth (1928–2009), US-amerikanischer Country-Musiker
- Ernest Borgnine (1917–2012), US-amerikanischer Schauspieler
- Ernest Bour (1913–2001), französischer Dirigent
- Ernest Bryll (1935–2024), polnischer Schriftsteller
- Ernest Burkhart (1892–1986), US-amerikanischer Mörder
- Ernest Cadine (1893–1978), französischer Gewichtheber und Kraftmensch
- Ernest Claes (1885–1968), flämischer Schriftsteller
- Ernest Coycault (1884–1940), US-amerikanischer Jazzmusiker
- Ernest Elliott (1898–1977), US-amerikanischer Jazzmusiker
- Ernest Faber (* 1971), niederländischer Fußballspieler
- Ernest Francisco Fenollosa (1853–1908), US-amerikanischer Philosoph und Orientalist
- Ernest Friederich (1886–1954), französischer Automobilrennfahrer und Mechaniker
- Ernest Granger (1844–1914), französischer Politiker
- Ernest Green (* 1941), US-amerikanischer Bürgerrechtler
- Ernest Hamer (1901–1981), US-amerikanischer American-Football-Spieler
- Ernest Hemingway (1899–1961), US-amerikanischer Schriftsteller und Nobelpreisträger
- Ernest Henry (1885–1950), Schweizer Ingenieur
- Ernest Jones (1879–1958), britischer Psychoanalytiker
- Ernest Kaltenegger (* 1949), österreichischer Politiker (KPÖ)
- Ernest Lawrence (1901–1958), US-amerikanischer Atomphysiker und Nobelpreisträger
- Ernest Libérati (1906–1983), französischer Fußballspieler
- Ernest Mandel (1923–1995), marxistischer Ökonom und Theoretiker aus Belgien
- Ernest Manheim (1900–2002), ungarisch-US-amerikanischer Soziologe, Anthropologe und Komponist
- Ernest May (1878–1952), britischer Hammer-, Speer- und Diskuswerfer
- Ernest Meissonier (1815–1891), französischer Maler
- Ernest Oppenheimer (1880–1957), deutscher Diamantenhändler
- Ernest Picard (1821–1877), französischer Politiker
- Ernest Psichari (1883–1914), französischer Schriftsteller und Soldat
- Ernest Renshaw (1861–1899), englischer Tennisspieler
- Ernest Roche (1850–1917), französischer Politiker
- Ernest Rutherford (1871–1937), neuseeländischer Physiker
- Ernest Thompson Seton (1860–1946), US-amerikanischer Schriftsteller und Mitbegründer der Pfadfinderbewegung
- Ernest Shackleton (1874–1922), britischer Polarforscher
- Ernest Solvay (1838–1922), belgischer Chemiker („Solvay-Werke“)
- Ernest Thompson (1892–1961), US-amerikanischer Musiker
- Ernest Thompson (* 1949), US-amerikanischer Schauspieler, Regisseur und Drehbuchautor
- Ernest Victor Thompson (1931–2012), britischer Schriftsteller, siehe E. V. Thompson
- Ernest Wilford (* 1979), US-amerikanischer Footballspieler

#### Ernie
- Ernie Andrews (1927–2022), US-amerikanischer Blues- und Jazzsänger
- Ernie Ball (1930–2004), US-amerikanischer Musiker und Erfinder von Gitarrensaiten
- Ernie Barton (* 1930), US-amerikanischer Rockabilly- und Rock’n’Roll-Musiker, Produzent und Songschreiber
- Ernie Collett (1895–1951), kanadischer Eishockeyspieler
- Ernie Dingo, AM (* 1956), australischer Schauspieler, Moderator und Basketballspieler
- Ernie Els (* 1969), südafrikanischer Profigolfer
- Ernie Fields junior (1934–2024), US-amerikanischer Musiker und Musikunternehmer
- Ernie Furtado (1923–1995), US-amerikanischer Jazz-Bassist
- Ernie Hammes (* 1968), luxemburgischer Trompeter im Bereich Jazz und Klassik
- Ernie Harper (1902–1979), britischer Langstrecken-, Cross- und Marathonläufer
- Ernie Hawkins (* 1947), US-amerikanischer Bluesmusiker
- Ernie Hood (1923–1991), US-amerikanischer Musiker
- Ernie Kovacs (1919–1962), US-amerikanischer Schauspieler, Komiker und Musiker
- Ernie Morrison (1912–1989), US-amerikanischer Kinderdarsteller, Schauspieler, Vaudeville-Darsteller, Tänzer und Kapellmeister
- Ernie Nevers (1903–1976), US-amerikanischer American-Football-, Baseball- und Basketballspieler
- Ernie Pyle (1900–1945), US-amerikanischer Journalist und Pulitzer-Preisträger
- Ernie Reyes, Jr. (* 1972), US-amerikanischer Schauspieler, Kampfsportler, Choreograf und Stuntman
- Ernie Roth (1929–1983), US-amerikanischer Wrestlingmanager
- Ernie Sabella (* 1949), US-amerikanischer Schauspieler und Synchronsprecher
- Ernie Smith (1924/25–2004), US-amerikanischer Jazzhistoriker
- Ernie Wasson (* 1950), US-amerikanischer Botaniker und Gartenbauwissenschaftler
- Ernie Watts (* 1945), US-amerikanischer Jazz-Saxophonist und Flötist
- Ernie Wilkins (1919–1999), US-amerikanischer Saxophonist, Komponist und Bandleader des Modern Jazz

### Familienname
- Aaron Ernest (* 1993), US-amerikanischer Sprinter
- Emmanuel Ernest (* 2000), liberianischer Fußballspieler
- Ernest Pignon-Ernest (* 1942), französischer Künstler
- Hans Ernest (1862–1928), österreichischer Lyriker
- Herman Ernest (1951–2011), US-amerikanischer R&B-Musiker
- Ingrid Ernest (1933–1975), deutsche Fernsehansagerin sowie Schauspielerin bei Bühne, Film und Fernsehen
- Johann Viktor von Ernest (1741–1817), königlich preußischer Generalmajor
- John Ernest (1922–1994), US-amerikanisch-britischer Künstler
- Ludwig von Ernest (1829–1912), Theaterschauspieler
- Marie von Ernest (1858–1923), Theaterschauspielerin und Schriftstellerin
- Orien Ernest (1911–1995), US-amerikanischer Erfinder, Filmtechniker und Spezialeffektkünstler
- Rosalia von Ernest (1833–1870), Theaterschauspielerin, siehe Rosalia Schwarz
- Rudolf Ernest (1881–1930), österreichischer Baumeister und Architekt